# Ходячие мертвецы (4-й сезон)
Четвёртый сезон американского зомби-апокалиптического телесериала «Ходячие мертвецы», разработанного Фрэнком Дарабонтом на основе одноименной серии комиксов авторства Роберта Киркмана, Тони Мура и Чарли Адларда. Премьера четвёртого сезона состоялась 13 октября 2013 года на канале AMC, и он состоит из 16 эпизодов. Исполнительными продюсерами выступили Киркман, Дэвид Алперт, Скотт М. Гимпл, Грег Никотеро, Том Луз и Гейл Энн Хёрд, причём Гимпл взял на себя обязанности шоураннера после ухода Глена Маззары из сериала. Четвёртый сезон получил положительные отзывы от критиков. Сезон был номинирован на множество наград и выиграл три, включая премию «Сатурн» за лучший телесериал на кабельном телевидении.
Этот сезон адаптирует материал из выпусков #40—61 из комиксов, и в нём представлены заметные персонажи из комиксов, среди которых Боб Стуки (Лоуренс Гиллиард-мл.), сержант Абрахам Форд (Майкл Кадлиц), доктор Юджин Портер (Джош Макдермитт) и Розита Эспиноса (Кристиан Серратос), а также семья Чамблер, модифицированная версия семьи Чалмерс из сопутствующего романа «Ходячие мертвецы: Восхождение Губернатора».
Сезон продолжает историю Рика Граймса (Эндрю Линкольн) и его группы выживших, которые пытаются выжить в постапокалиптическом мире, захваченном плотоядными зомби, именуемыми «ходячими». Через несколько месяцев после попытки нападения Губернатором (Дэвид Моррисси) и его армией на тюрьму, Рик отказался от своего лидерства, чтобы жить тихой и более мирной жизнью по сравнению с его хладнокровным характером в предыдущем сезоне. Стремясь удержаться за человечность, Рик и его люди пытаются сохранить свою близкую к идеалу жизнь в тюрьме, поскольку возникают проблемы в лице нового зла, и угроз внутри и за пределами тюрьмы, включая смертельный штамм гриппа и возвращение жестокого Губернатора.

## Производство
Четвёртый сезон, состоящий из 16 эпизодов, был подтверждён в декабре 2012 года. Производство началось в Сенойе, Джорджия, 6 мая 2013 года. В июле 2013 года сообщалось, что Дэвид С. Гойер будет режиссёром предпоследнего эпизода сезона, однако Гойер не снял эпизод из-за конфликтов в расписании. Грег Никотеро, который заменил Гойера, снял три эпизода в сезоне, в то время как Триша Брок и Эрнест Дикерсон сняли по два эпизода. Мишель Макларен вернулась в этом сезоне, чтобы снять финал сезона; до этого она была режиссёром нескольких эпизодов в первом и втором сезонах. Соавтор комиксов Роберт Киркман написал сценарии к двум эпизодам в сезоне. Съёмки сезона завершились 23 ноября 2013 года.

### Вдохновения
В интервью с шоураннером Скоттом Гимплом он делится: «Главным источником вдохновения для „Ходячих мертвецов“ является комикс. Иногда мы можем далеко уйти от истории из комикса, но часто мы в конечном счёте преподносим историю из комикса. И даже когда мы уходим далеко от неё, она вдохновляет нас; и романы тоже. И помимо этого, всеми замечательными вещами, которые мы потребляли по пути, от фильмов о зомби до „Звёздных войн“, и других комиксов до действительно высокоинтеллектуальных фильмов, таких как „Великая иллюзия“ и „Челюсти“. И также, серьёзно, всемирной историей. Сюжетная линия „чумы“ была вдохновлена „Чумой“ Камю и другими историями о чуме, которые я слышал в Эдинбурге. Но на самом деле всё начинается с комикса».

### Вебизоды
Вслед за двумя предыдущими веб-сериалами, выпущенных в 2011 и 2012 годах, был выпущен ещё один комплект вебизодов 1 октября 2013 года под названием «Клятва».

### «Talking Dead»
Третий сезон ток-шоу шёл в эфире параллельно с четвёртым сезоном «Ходячих мертвецов».

## Актёрский состав

### Главные роли
В четвёртом сезоне участвуют тринадцать основных актёров, причём девять из них указаны в начальной заставке сериала, а остальные четыре указаны в графе «также в главных ролях». Мелисса Макбрайд и Скотт Уилсон, которые исполняют роли Кэрол Пелетье и Хершела Грина, соответственно, были добавлены в начальную заставку; до этого они были указаны в графе «также в главных ролях». Дэвид Моррисси, который играет Губернатора, не указан среди основного состава до его появления в эпизоде «Живая приманка». В графе «также в главных ролях» указаны Эмили Кинни (Бет Грин), Чад Л. Коулмэн (Тайриз Уильямс) и Соникуа Мартин-Грин (Саша Уильямс), которые были повышены со статуса повторяющихся актёров, и Лоуренс Гиллиард-мл., который присоединился к актёрскому составу в роли Боба Стуки. Уилсон и Моррисси были убраны из начальной заставки после эпизода «После». Однако Уилсон был вновь добавлен в заставку для финала сезона, эпизода «А».

#### Основной состав
- Эндрю Линкольн — Рик Граймс, протагонист сериала, отец Карла и Джудит, и бывший заместитель шерифа, который недавно отказался от руководства группой выживших из-за отвращения к своим предыдущим действиям в качестве лидера.
- Норман Ридус — Дэрил Диксон, реднек-южанин, который также является главным охотником группы, и у которого сильная связь с Кэрол, и позже формирует связь с Бет.
- Стивен Ён — Гленн Ри, бывший разносчик пиццы, муж Мэгги, который возмужал за время сериала.
- Лорен Коэн — Мэгги Грин, старшая дочь Хершела, сводная сестра Бет и жена Гленна, которая является решительной, яростной и умелой воительницей.
- Чендлер Риггз — Карл Граймс, сын Рика. Храбрый до крайности, Карл начинает развивать чёрствый менталитет в ответ на смертельный ландшафт дикого, нового мира. Однако он также конфликтует с самим собой из-за жестокости своих предыдущих выборов в новом мире.
- Данай Гурира — Мишонн, тихая и щепетильная, но яростная женщина, которая недавно присоединилась к группе Рика. Она начала сближаться с группой и подружилась с сыном Рика, Карлом, но всё ещё ожесточена и держит своё прошлое в секрете.
- Мелисса Макбрайд — Кэрол Пелетье, бывшая жертва домашнего насилия, которая стала сильной, но ей пришлось принять несколько тёмных и сомнительных решений на благо своей группы. Она — единственная известная выжившая женщина из лагеря в Атланте.
- Скотт Уилсон — Хершел Грин, религиозный бывший ветеринар и фермер, который защищает своих дочерей. Он сохраняет свою веру, несмотря на многие трагические события, и выступает в качестве основного морального компаса группы, а также суррогатной отцовской фигурой Рику и Гленну.
- Дэвид Моррисси — бывший лидер ныне заброшенного Вудбери и главная угроза тюремному сообществу, а также главный антагонист первой половины сезона, который теперь называет себя «Брайаном Хериотом». Распознав холодность своих путей, он пытается искупить свою вину, заботясь о семье, с которой он сталкивается.

#### Также в главных ролях
- Эмили Кинни — Бет Грин, тихая девушка-подросток, младшая дочь Хершела и младшая сводная сестра Мэгги. Бет стала эмоционально оцепенелой, но втайне всё ещё эмоционально хрупкая, и позже формирует связь с Дэрилом.
- Чад Л. Коулмэн — Тайриз Уильямс, миролюбивый старший брат Саши и один из немногих выживших из Вудбери, и бойфренд Карен.
- Соникуа Мартин-Грин — Саша Уильямс, младшая сестра Тайриза, которая на первый взгляд пылка, безжалостна и холодна, но в глубине души она сострадательная молодая женщина. У неё также развилось влечение к Бобу
- Лоуренс Гиллиард-мл. — Боб Стуки, бывший военврач, который изо всех сил пытается отправиться от алкоголизма. У него также развилось влечение к Саше.

### Повторяющиеся роли

#### Тюрьма
- Брайтон Шарбино — Лиззи Сэмюэлс[англ.], девочка, которая присоединилась к тюремному сообществу и страдает от психологических проблем.
- Кайла Кенеди — Мика Сэмюэлс[англ.], младшая сестра Лиззи, которая также присоединилась к тюремному сообществу.
- Сункриш Бала — доктор Калеб Субраманян, врач, который присоединился к тюремному сообществу и более известен как «Доктор С».
- Люк Дональдсон — Люк, мальчик, который присоединился к тюремному сообществу.
- Шерри Ричардс — Джанетт, бывшая жительница Вудбери, которая присоединилась к тюремному сообществу.
- Винсент Мартелла — Патрик, молодой подросток, который присоединился к тюремному сообществу.
- Мелисса Понцио — Карен, новый любовный интерес Тайриза и единственная выжившая после резни армии Вудбери.
- Кеннеди Брайс — Молли, девочка, которая формирует дружбу с Лиззи, Микой и Люком.
- Виктор Маккей — Райан Сэмюэлс, отец Лиззи и Мики.
- Кайл Галлнер — Зак, выживший, который присоединился к тюремному сообществу и формирует отношения с Бет.

#### Семья Чамблер
- Аланна Мастерсон — Тара Чамблер, студентка полицейской академии, которая выживала вместе со своей семьёй до встречи с Губернатором.
- Одри Мари Андерсон — Лилли Чамблер, бывшая медсестра, мать Меган, сестра Тары, которая развивает отношения с Губернатором.
- Дэнни Винсон[англ.] — Дэвид Чамблер, отец Тары и Лилли и дедушка Меган, который страдает от неизлечимого рака.
- Мейрик Мёрфи — Меган Чамблер, дочь Лилли, которая начинает видеть в Губернаторе отца.

#### Лагерь Мартинеса
- Хосе Пабло Кантильо — Цезарь Мартинес, один из самых доверенных союзников Губернатора, который возглавляет новую группу выживших.
- Керк Асеведо — Митч Долген, бывший танкист, который присоединился к новой группе Мартинеса
- Джулиана Харкави[англ.] — Алиша, бывший член армейского резерва, которая формирует отношения с Тарой.
- Энвер Джокай — Пит Долген, член группы Мартинеса и брат Митча.

#### Группа Абрахама
- Майкл Кадлиц — сержант Абрахам Форд, бывший солдат, пытающийся доставить Юджина в Вашингтон, округ Колумбия, чтобы он смог остановить эпидемию.
- Кристиан Серратос — Розита Эспиноса, молодая латиноамериканка, подружка Абрахама.
- Джош Макдермитт — доктор Юджин Портер, учёный, который утверждает, что знает, что вызвало вспышку эпидемии, и Абрахам и Розита сопровождают его к правительственным чиновникам в Вашингтоне, округ Колумбия.

#### Мародёры
- Джефф Кобер — Джо, лидер небольшой группы тяжеловооружённых мародёров, которые живут по философии «присвоения» и являются главными антагонистами второй половины сезона.
- Дэви Джей — Тони, член группы Джо и его правая рука.
- Маркус Хестер — Лен, враждебный член группы Джо, который формирует вражду с Дэрилом.
- Кит Брукс — Дэн, сексуальный извращенец из группы Джо.
- Скотт Дейл — Лу, член группы Джо, который первым сталкивается с Риком.
- Дж. Д. Эвермор — Харли, член группы Джо.
- Эрик Менденхолл — Билли, безжалостный член группы Джо.

#### Терминус
- Дениз Кросби — Мэри, жительница Терминуса, встречающая новичков.
- Эндрю Дж. Уэст — Гарет, таинственный лидер Терминуса.
- Тейт Эллингтон — Алекс, член Терминуса.

#### Прочие
- Керри Кондон — Клара, таинственная женщина, с которой Рик столкнулся в лесу.
- Робин Лорд Тейлор — Сэм, выживший, с которым столкнулись Рик и Кэрол.
- Брина Паленсия — Ана, выжившая, путешествующая с Сэмом, с которой столкнулись Рик и Кэрол.
- Элдис Ходж — Майк, бывший парень Мишонн, который появляется во флэшбэке.
- Брэндон Фоббс — Терри, бывший друг Мишонн, который появляется во флэшбэке.

Изначально сообщалось, что Ленни Джеймс вернётся в роли Моргана Джонса, первого выжившего, с которым Рик когда-либо сталкивался, однако шоураннер Скотт М. Гимпл подтвердил, что он не появится в четвёртом сезоне, сказав, что его неправильно процитировали. Несмотря на это, Гимпл заявил, что Морган вернётся в будущих сезонах. В конечном счёте Морган вернулся в пятом сезоне сериала.

## Эпизоды
| № общий | № в сезоне | Название                                                 | Режиссёр            | Автор сценария                  | Дата премьеры   | Зрители в США (млн) |
| --- | ---------- | -------------------------------------------------------- | ------------------- | ------------------------------- | --------------- | ------------------- |
| 36 | 1          | «30 дней без происшествий» «30 Days Without an Accident» | Грег Никотеро       | Скотт М. Гимпл                  | 13 октября 2013 | 16,10               |
| За прошедшие месяцы тюрьма была переустроена, и в группе появились новые люди. Рик занимается огородными работами, а позже уходит в лес проверить кроличьи силки. В лесу он встречает истощённую и больную женщину по имени Клара. Клара просит принять в группу её саму и её мужа Эдди. Рик позволяет отвести себя в лагерь Клары, где женщина пытается убить его ножом, а когда это не получается, наносит смертельный удар сама себе. В то же время, группа под началом Дэрила отправляется за припасами в заброшенный супермаркет, но вынуждена отступить, когда находящиеся на прогнившей крыше здания зомби и лежащий там остов вертолёта проваливаются внутрь. При этом погибает Зак, новичок в группе и новый парень Бет; сама Бет, узнав об этом от Дэрила, меняет табличку «30 дней без происшествий» на «0 дней без происшествий». В загоне для свиней болеет и умирает свинья, которую Карл прозвал Фиалкой; в течение серии подросток Патрик чувствует себя всё хуже и хуже, заразившись какой-то быстро прогрессирующей болезнью. В конце серии, глубокой ночью, он умирает в тюремном душе и превращается в зомби. |            |                                                          |                     |                                 |                 |                     |
| 37 | 2          | «Заражённые» «Infected»                                  | Гай Ферленд         | Анджела Канг                    | 20 октября 2013 | 13,94               |
| Патрик пробирается в блок D и кусает спящих людей. Опасность замечается не сразу, в итоге появление нескольких зомби в защищённом корпусе оказывается неожиданностью и приводит к гибели нескольких человек, в том числе и Райана — отца Лиззи и Мики. Он умирает, взяв с Кэрол обещание позаботиться о девочках. Наведя порядок, Рик и Хершел пытаются выяснить, что могло случиться, так как в одной из камер обнаруживают зомби, обратившегося не от укуса, и с симптомами множественных внутренних кровотечений. Один из выживших, врач Боб Стуки, предполагает, что всему причиной стала некая болезнь вроде гриппа. Не исключено, что версия врача верна, к тому же у нескольких людей обнаруживаются симптомы простудного заболевания. Среди них подружка Тайриса. Рик вынужден изолировать заболевших. Тем временем, толпа зомби расшатывает одну из секций забора. Видя, что убийства мертвецов Гленном, Мэгги и Сашей неэффективны, и секция вот-вот рухнет, Рик и Дэрил выезжают на машине за ограду и отманивают мертвецов с помощью подрезанных поросят (Хершел заподозрил в смерти Патрика свиной грипп). Так удаётся снять угрозу слома забора. Тайрис идёт в изолятор навестить свою девушку, но, к своему ужасу, обнаруживает по кровавому следу из карантинной камеры, что она была кем-то убита до развязки болезни, и что её тело и тело ещё одного из «карантинников» (Дейвида) поспешили сжечь. |            |                                                          |                     |                                 |                 |                     |
| 38 | 3          | «Изоляция» «Isolation»                                   | Дэн Сакхейм         | Роберт Киркман                  | 27 октября 2013 | 12,92               |
| В лагере продолжает распространяться инфекция, Тайриз обнаруживает Карен и Дейвида сгоревшими дотла, и по его просьбе Рик начинает расследовать загадочное убийство, подозревая в этом Кэрол. Глен и Саша тоже подверглись страшной инфекции и вынуждены отправиться вместе с остальными на карантин, а в это время Дэрил собирает команду и отправляется на поиски антибиотиков. В то же время, Хершел пытается помочь больным народными средствами, для чего в сопровождении Карла отправляется в лес за листьями бузины. Тем временем Дэрил и его спутники по радио в машине ловят загадочную передачу, а затем они натыкаются на очень большую и плотную толпу мертвецов, что вынуждает их бросить автомобиль и спасаться бегством. После того, как Рик спасает Кэрол, покинувшую тюрьму для очищения засорившегося насоса, он рассказывает, что заметил, как далеко она готова пойти, чтобы защитить группу выживших, затем напрямую спрашивает её, она ли убила Карен и Дэвида. После короткой паузы Кэрол отвечает «да», и молча уходит. |            |                                                          |                     |                                 |                 |                     |
| 39 | 4          | «Безразличие» «Indifference»                             | Триша Брок          | Мэттью Негрете                  | 3 ноября 2013   | 13,30               |
| Рик и Кэрол, не дождавшись Дэрила, отправляются за лекарствами. В одном из домов они встречают девушку и юношу, которые охотно бы присоединились к группе Рика. Рик и Кэрол соглашаются на это, но вначале надо найти антибиотики. Рик назначает время и место встречи и даже отдаёт свои часы юноше для координации. Чтобы показать свою полезность и дружелюбный настрой, новички собираются провести несколько часов в поисках пищи (рядом есть яблочный сад, огороды) и лекарств. Рик и Кэрол отправляются по соседним домам. Их диалоги всё больше возвращаются к теме убийства Кэрол Карен и Дейвида. В это время группа Дэрила обыскивает ветеринарную клинику, где находит лекарства. Однако ветлечебница оказывается наполнена ходячими. Группа с боем вырывается наружу. При этом Боб Стуки рискует собственной жизнью и жизнью товарищей, вырывая у зомби сумку, в которую он незаметно положил бутылку виски. Дэрил приходит в ярость, забирает у него пистолет, и обещает продолжить разговор об алкогольной зависимости Боба в здании тюрьмы. Рик и Кэрол, собрав всё полезное, обнаруживают, что новую девушку растерзали ходячие. В назначенное время юноша не появляется, судя по всему, он также погиб. Уложив всё найденное в багажник, Рик объявляет Кэрол, что он не прощает ей убийство заболевших Карен и Дейвида, и что он утратил к ней доверие, поэтому в целях безопасности уцелевших и её самой от вероятной мести Тайриза, изгоняет её из группы. Он оставляет ей часть припасов, бензин и найденную поблизости машину на ходу и один уезжает «домой» в здание тюрьмы. |            |                                                          |                     |                                 |                 |                     |
| 40 | 5          | «Интернирование» «Internment»                            | Дэвид Бойд          | Ченнинг Пауэлл                  | 10 ноября 2013  | 12,20               |
| Рик возвращается в тюрьму. Мэгги, следившая за состоянием забора, на который опять попёрло стадо, замечает отсутствие Кэрол и, узнав у Рика в чём дело, соглашается с решением об её изгнании. Хершел пытается помочь больным в изоляторе. Доктор С, понимая, что ему осталось недолго, показывает старику спрятанное в камере ружьё и просит принять всё меры безопасности. Во время обхода Хершел видит потерявшую сознание Сашу и спешит к ней на помощь, не успев закрыть камеру, в которой умерла женщина. Тем временем Гленн, пытаясь помочь заболевшему Генри, чувствует себя всё хуже и падает без чувств. От умершего и воскресшего Генри его спасает девочка Лиззи, выманив мертвеца из камеры за собой. На Хершела нападает мёртвая женщина, затем воскресают ещё несколько успевших умереть людей. Старику удаётся добраться до ружья умершего доктора С и расстрелять мертвецов. Стрельбу слышит Мэгги и бежит на помощь. Мертвецы ломают забор и прорываются на территорию. На помощь Рику приходит Карл. Они вдвоём подавляют вторжение мертвецов из автоматических карабинов М-16, а вскоре возвращаются Дэрил и его спутники. Боб Стуки спешит с лекарствами к оставшимся в живых больным. На следующее утро Дэрил интересуется у Хершела, где Кэрол, и старик советует ему спросить об этом у Рика. Мишонн загружает трупы ходячих в машину, и они с Хершелом покидают тюрьму, чтобы их сжечь. Рик и Карл впервые пробуют выращенные на территории тюрьмы овощи. Серия заканчивается тем, что за всем этим неподалеку наблюдает спрятанный в тени человек. Им оказывается Губернатор. |            |                                                          |                     |                                 |                 |                     |
| 41 | 6          | «Живая приманка» «Live Bait»                             | Майкл Аппендал      | Николь Битти                    | 17 ноября 2013  | 12,00               |
| Данная серия посвящена исключительно Губернатору и его приключениям после неудачной атаки тюрьмы. После того, как он в гневе расправился с членами группы захвата, с ним остались двое верных людей Мартинес и Шупперт, но вскоре они, видимо, зная, что от него ждать, сбегают, оставив Губернатора одного. Он возвращается в Вудберри и, выбив ворота, поджигает все здания. Проходит время и вскоре Губернатор приходит в небольшой городок, в котором осталась жить лишь одна семья — больной старик, две его дочери Тара и Лилли и внучка Меган. Они предлагают ночлег скитальцу, который представляется им Брайном Гарриетом — имя которое он прочёл на одном из заборов. Встретив доброе отношение к себе, Губернатор не остаётся в долгу. Старик просит его развлечь девочку и говорит ему найти нарды в квартире наверху. Позже по просьбе Лилли Губернатор добывает в брошенном интернате кислородный баллон для умирающего отца. После тяжелой добычи баллонов для старика, происходит переломный момент в отношениях между Губернатором, Лилли и её дочкой Меган. Старик всё же умирает и обратившись, чуть не кусает Тару. Губернатор забивает его кислородным баллоном. Утром, похоронив старика, он хочет уйти, но Лилли упрашивают его взять их с собой. Губернатор соглашается и в пути искренне заботится о своих спутницах. Вскоре в лесу они натыкаются на толпу мертвецов. Пытаясь сбежать Губернатор с Меган на руках попадает в яму, куда ранее попали трое ходячих. Не имея никакого оружия, он всё же справляется со всеми тремя и спасает девочку. И вот уже собираясь вылезать он видит на краю ямы Мартинеса… |            |                                                          |                     |                                 |                 |                     |
| 42 | 7          | «Мёртвый груз» «Dead Weight»                             | Джереми Подесва     | Кёртис Гвинн                    | 24 ноября 2013  | 11,29               |
| Мартинес помогает Губернатору выбраться из ямы. По тому, что Лилли называет Губернатора Брайаном, а не Филиппом, Мартинес догадывается, что Губернатор скрывает своё прошлое. Мартинес не выдаёт его тайны и предлагает Губернатору и его спутницам присоединиться к возглавляемой им большой группе выживших, при условии, что Губернатор признаёт лидерство Мартинеса и работает на группу. Губернатор принимает условия. При очередной вылазке группа обнаруживает обезглавленных людей с табличками «Лжец», «Насильник», «Убийца»; в схватке с ходячими Губернатор спасает жизнь Питу; вместе с припасами группа находит большой запас пива. Уже в лагере отвыкший от алкоголя Мартинес быстро пьянеет. Чуть позже он приглашает Губернатора поиграть в гольф около ямы с мертвецами, где признается, что если бы не спутницы, то не принял бы бывшего начальника в группу. В ответ Губернатор оглушает Мартинеса клюшкой для гольфа и сбрасывает в яму с мертвецами. На следующий день группа решает, что Мартинес упал в яму из-за опьянения и неосторожности. Лидером себя провозглашает Пит. Во время новой вылазки Губернатор, Пит и Митч находят маленькую группу выживших. Пит предлагает пригласить их к себе, Митч возражает, что еды и так не хватает, и предлагает ограбить новую группу. Пит не соглашается и приказывает отойти. Вернувшись спустя некоторое время, они видят что эта группа перебита, а их припасы исчезли. При этом Митч добивает одного из раненых, что вызывает недовольство Пита, которое грубо пресекает Митч. Видя слабость нового лидера, Губернатор с Лилли, Меган, Тарой и её новой подругой Алишей ночью уезжают из лагеря. Но спустя некоторое время путь им преграждает болото, полное застрявших в нём мертвецов. Не решившись идти ночью через лес пешком, они возвращаются в лагерь. Губернатор решает взять власть в свои руки. Он убивает Пита и, угрожая пистолетом, заставляет признать свою власть Митча. Пита он сбрасывает с прикованным к ноге грузом в ближайшее озеро, где тот, обратившись, выполняет ту же роль, что и головы в аквариумах в Вудбери — средство для развлечения и раздумий Губернатора. Губернатор сообщает группе, что Пит погиб, спасая его и Митча, и становится новым лидером. Он приказывает укрепить лагерь, обставив его по периметру машинами, обнеся колючей проволокой и рвом; призывает экономить патроны и опасаться не только ходячих, но и других выживших. Свою роль лидера он укрепляет, первым сориентировавшись и убив ходячего, проникшего в лагерь и напавшего на маленькую Меган. Чуть позже Губернатор приезжает к тюрьме, где живёт группа Рика. Он видит Рика и Карла, работающих у периметра, а чуть позже, в лесу, Хершела и Мишонн, на которую наводит пистолет. |            |                                                          |                     |                                 |                 |                     |
| 43 | 8          | «Зайдя слишком далеко» «Too Far Gone»                    | Эрнест Дикерсон     | Сет Хоффман                     | 1 декабря 2013  | 12,10               |
| Губернатор захватывает Мишонн и Хершела, убеждая их помочь ему в захвате тюрьмы. Лили не убеждена в правильности этого поступка, но губернатор уверяет, что её семья будет в безопасности. Мишонн в ярости, Хершел же предлагает Губернатору совместное проживание двух групп на территории тюрьмы, но получает отказ, поскольку Губернатор не сможет жить вместе с Риком и Мишонн, которая давно жаждет его смерти. Он прощается с Меган, прежде чем покинуть её и Лили возле реки. В тюрьме оставшиеся больные выздоравливают. Дэрил впадает в ярость по поводу изгнания Кэрол, но его удивлению и печали нет предела, когда он узнает, что это она убила Карен и Дэвида. Рик и Дэрил решают рассказать Тайризу правду, но Тайриз обнаруживает расчленённого кролика и считает, что сделавший это и является убийцей Карен и Дэвида. Рик говорит ему, что тот ошибается, но прежде чем объяснить, все трое слышат выстрел из танка, сигнал появления Губернатора. В то время как Дэрил формулирует план побега, Губернатор даёт Рику ультиматум — покинуть тюрьму до темноты или быть убитыми, используя Мишонн и Хершела в качестве заложников. Рик пытается уговорить Губернатора, объясняя тому, что все не так уж далеко ушли, что они могли бы мирно жить вместе и разрешать свои разногласия, почти дословно повторяя речь Хершела ранее. На Губернатора проникновенная речь Рика не действует и, назвав того лжецом, Губернатор тяжело ранит Хершела катаной Мишонн. Это приводит к открытию огня с обеих сторон. Мишонн, воспользовавшись ситуацией, откатывается и освобождается от верёвок. Тяжело раненный Хершел пытается уползти и спастись, но Губернатор ловит его и неоднократно ударяет мечом, отрубив голову. Лили, ставшая свидетельницей убийства, прибывает в тюрьму вместе с Меган, которая умерла после укуса ходячего, и отдаёт Губернатору на руки, после чего тот холодно стреляет ей в голову. Меган мертва, его семья больше не доверяет ему, тюрьма стала бесполезна, поэтому Губернатор приказывает своим людям убить всех обитателей тюрьмы. Митч разрушает заборы с помощью танка, выходы из тюрьмы уязвимы, и теперь отряд Губернатора оказывается на территории здания. Рик подстерегает Губернатора, и между ними завязывается борьба. Жители тюрьмы начинают эвакуироваться. Мэгги приводит больного Гленна в бронированный автобус, но отходит, чтобы найти Бет. Мэгги, Саша и Боб убегают из тюрьмы после того, как автобус уезжает без них, Боба тяжело ранят. Тайриз оказывается в углу под прицелом Алиши и ещё одного человека Губернатора, и ему на помощь вовремя приходят Лиззи и Мика. Затем дети бегут к тюрьме, но Тайриз говорит им бежать в другую сторону. Дэрил взрывает танк гранатой, убивает Митча и бежит из тюрьмы вместе с Бет. Губернатору почти удается задушить Рика, но Мишонн наносит удар ему в спину, пронзив насквозь и оставляет лежать на земле, умирая. Пытаясь найти Джудит, Карл и Рик видят на земле только пустую и окровавленную сумку-переноску для ребёнка. Опустошённая пара хромает прочь из тюрьмы. Губернатор умирает в поле. Лили приближается к нему и торжественно стреляет в голову. Карл и Рик уходят подальше от тюрьмы, наблюдая, как сотни ходячих медленно заполняют территорию их бывшего дома. Рик смотрит в сторону сына и говорит ему: «Не оглядываться назад, Карл. Просто продолжай идти.» |            |                                                          |                     |                                 |                 |                     |
| 44 | 9          | «После» «After»                                          | Грег Никотеро       | Роберт Киркман                  | 9 февраля 2014  | 15,76               |
| Покинув уничтоженную тюрьму, Рик и Карл останавливаются в заброшенном доме. Карл не скрывает своего недовольства отцом, его советами и приказами, и тем, как он позволил развернуться событиям. Подросток чувствует себя всё более уверенным в собственных силах. Рик в своём нынешнем состоянии, больной и обессиленный, является обузой. Рано утром в забаррикадированную на скорую руку комнату начинает ломиться пара ходячих. Карл пытается разбудить отца, но тот оказывается впавшим в бессознательное состояние. Карл покидает помещение через окно и уводит ходячих подальше. Он слишком поздно замечает ещё одного зомби, напавшего сзади. В короткой схватке он всё-таки уничтожает трёх ходячих. Победа придаёт ему уверенности в себе, он решает покинуть отца и выживать самостоятельно. Мишонн вспоминает прежние навыки выживания. Обезвредив двух зомби, она привязывает их к себе, и с таким «эскортом» безопасно перемещается среди ходячих. Ночью ей снится кошмарный сон. Днём она продолжает идти среди зомби, но такой образ жизни угнетает её. В яростном порыве она уничтожает группу зомби с которой перемещалась, в том числе и двоих «охранников». Мишонн твёрдо решает найти кого-нибудь из выживших. Карл, исследуя один из домов, чудом спасается от ходячего. Его уверенности в собственных силах — как не бывало. Он понимает, что одному, без помощи взрослых, ему пока не выжить. Юноша возвращается к отцу. Ночью Карл просыпается от хрипов Рика. Решив, что отец превратился в одного из зомби, Карл берёт револьвер, но сил и решительности выстрелить уже нет. Однако Рик не умер, он жив, хоть и болен, и лишь просит Карла больше не ходить в одиночку. Мишонн, по следам оставленным Риком и Карлом, находит их новое кратковременное убежище. Она плачет от радости и стучится в дверь. Рик увидев кто к ним пришёл, улыбается впервые за несколько дней. |            |                                                          |                     |                                 |                 |                     |
| 45 | 10         | «Обитатели» «Inmates»                                    | Триша Брок          | Мэттью Негрете и Ченнинг Пауэлл | 16 февраля 2014 | 13,34               |
| Бет и Дэрил оказались вдвоём. Бет уговаривает Дэрила начать искать других выживших. Лиззи и Мика покинули тюрьму вместе с Тайрисом, который также сумел спасти Джудит. Они постоянно пытаются справиться с плачем ребёнка. Слышны выстрелы, и Тайрис отправляется на помощь. Ему приходится оставить детей одних, вручив им пистолет и приказав в случае опасности бежать в ту сторону, куда он ушёл. Привлечённые плачем Джудит, к детям приближаются ходячие. Девочки замирают в испуге, теряя драгоценные секунды… Тайрис находит двух мужчин, на которых напали ходячие, добивает нескольких зомби, но уже не в силах помочь найденным. Один из них растерзан, а второй жестоко искусан зомби. С опушки к Тайрису подходят девочки. Их сопровождает Кэрол! В самый последний момент она нашла девочек и спасла их. Она говорит, что знает о том, что произошло с тюрьмой. Кэрол видела развязку событий, но ничем не могла помочь. Умирающий мужчина говорит, что если идти по железнодорожным путям, то можно попасть в безопасное место, некую коммуну. Мэгги решает искать автобус, на котором, по её последним воспоминаниям, Гленн должен был покинуть тюрьму; Саша и Боб идут с ней. Автобус уехал не очень далеко от тюрьмы. Он разбит. Пассажиры остались запертыми в салоне, но они все превратились в ходячих. Мэгги желает знать, есть ли Гленн среди них, и, с помощью Саши и Боба, убивает всех ходячих в автобусе. Гленна среди них нет. Гленн приходит в себя в тюрьме, наводнённой зомби. Он собирает припасы, надевает бронежилет и шлем. Ему удаётся протолкаться сквозь группу зомби. Гленн добегает до маленького сектора, обнесённого рабицей. Здесь сидит фрустрированная Тара. Гленн просит Тару присоединиться к нему и попытаться совместно пробиться к лесу. Поддерживая друг друга огнём, они покидают территорию тюрьмы, захваченную зомби, и выходят на дорогу. Тара рассказывает Гленну о гибели Хершела и её сестры Лилли. Гленн уговаривает её идти с ним, чтобы найти Мэгги. Нескольких ходячих выходят на них. В короткой стычке зомби уничтожаются. Однако Гленн, который был измотан при штурме, падает в обморок. Внезапно к ним подъезжает армейский грузовик. Из него выходят трое. |            |                                                          |                     |                                 |                 |                     |
| 46 | 11         | «Присвоено» «Claimed»                                    | Сет Манн            | Николь Битти и Сет Хоффман      | 23 февраля 2014 | 13,12               |
| Рик восстанавливается после ранений, но пока ещё слишком слаб. Мишонн и Карл отправляются на поиски провианта, обещая вернуться не позднее полудня. Мишонн пытается развеселить Карла, но юноша тоскует по погибшей, как он думает, младшей сестре. В процессе обследования жилищ, Мишонн рассказывает Карлу о том, что до начала зомби-апокалипсиса у неё был трёхлетний сын. Между ними возникает эмпатия и крепнет дружба. Гленн приходит в сознание в грузовике. Автомобиль едет неизвестно куда, рядом с ним находится Тара Чамблер. Она вкратце описывает всё, что случилось с ними после побега из тюрьмы. Гленн осознаёт, что он уже очень далеко от Мэгги. Тара, как может, успокаивает его тем, что записывала весь путь, которые они проехали. Гленн тормозит грузовик и собирается возвращаться пешком. Однако с ним вступает в конфликт, заканчивающийся дракой, сержант Абрахам Форд. Форд требует совместного продолжения пути в Вашингтон, говоря о какой-то сверхважной миссии, которую выполняет его попутчик, учёный Юджин Портер. Драку прерывает нападение ходячих. В итоге у грузовика оказывается пробитым бензобак, а учёный говорит Форду, что для их миссии непринципиально, куда в данный момент двигаться. Впятером (есть ещё Росита Эспиноса) они пешком идут по обратному маршруту. Тем временем, Рик просыпается от шумных разговоров незнакомцев, проникнувших в дом. Он едва успевает спрятаться под кроватью. Судя по манере общения и нравам (в комнате Рика один из пришедших душит другого ради удобной кровати) — это жестокие отморозки. Рику удаётся выскользнуть в одну из комнат, где он лицом к лицу сталкивается с одним из бандитов. Рик душит его и выбирается из дома наружу через окно. На крыльцо выходит один из членов банды, а Карл и Мишонн уже должны вот-вот подойти. Рик готовится к атаке, но в эту секунду в доме раздаются крики и стрельба. Воспользовавшись суматохой, Рик незамеченным убегает к подходящим Карлу и Мишонн. Новое убежище, хоть и дало короткую передышку, но оказалось слишком кратковременным и ненадёжным. Они выходят на железную дорогу и видят плакат, созывающий всех выживших в коммуну и обещающий безопасность. Накануне туда же проследовали Тайриз вместе с Кэрол, девочками и дочкой Рика. |            |                                                          |                     |                                 |                 |                     |
| 47 | 12         | «Безмолвные» «Still»                                     | Джулиус Рамзи       | Анджела Канг                    | 2 марта 2014    | 12,61               |
| Бет рассчитывает найти алкоголь, напиться впервые в жизни и таким образом снять стресс. Дорога заносит Дэрила и Бет в гольф-клуб. Раздобыть выпивку и другие полезные вещи им не удаётся из-за того, что мертвецы врываются в здание, и его приходится покинуть. После некоторого блуждания по окрестностям они приходят к дому, похожему на тот, в котором когда-то жил отец Дэрила. Бет и Дэрил напиваются самогона, и между ними происходит довольно напряженный разговор начистоту. Вечером они решают сжечь хижину, а затем продолжают свой путь. |            |                                                          |                     |                                 |                 |                     |
| 48 | 13         | «В одиночку» «Alone»                                     | Эрнест Дикерсон     | Кертис Гвинн                    | 9 марта 2014    | 12,65               |
| В прологе — история знакомства Боба Стуки с Дэрилом и Гленном, которые подбирают его на дороге. Далее настоящее: Боб, Мэгги и Саша в тумане с трудом отбиваются от небольшой кучки мертвецов. Дэрил тренирует Бет в охотничьих навыках. Подходя к ходячему на поляне, Бет повреждает ногу, попавшись в капкан. Боб, Мэгги и Саша добираются до железной дороги и видят плакат, приглашающий в Терминус. Дэрил и Бет обосновываются в домике возле кладбища. Там они обнаруживают тела мертвецов, аккуратно загримированных, а также тайник с едой, и отмечают поразительную чистоту во всем доме. Тем временем переживающая за Гленна Мэгги оставляет своих спутников и идёт в Терминус, по дороге оставляя надписи для Гленна. Боб, беспокоясь за неё, вместе с Сашей спешит следом. Дэрил, услышав шум за дверью, обнаруживает там собаку, которая убегает. Несмотря на уговоры Боба продолжить поиски, Саша остаётся в одном из придорожных зданий и встречает здесь Мэгги. Поняв, что их сила, когда они втроём, девушки догоняют Боба и дальше идут вместе. Дэрил, в очередной раз услышав за дверью шум, думая, что это снова тот самый пёс, случайно впускает в дом толпу ходячих. Дэрил отвлёк толпу ходячих на себя, чтобы Бет смогла убежать. Выбежав из дома, Дэрил видит на асфальте сумку Бет и уезжающую машину с белым крестом на заднем стекле. Он пытается преследовать машину по дороге. Под утро он останавливается на развилке возле ж/д дороги, не зная, куда повернуть. Вскоре к нему подходит вооружённая группа под руководством Джо. Серия заканчивается тем, что оказавшийся на железнодорожном полотне Гленн видит плакат Терминуса. |            |                                                          |                     |                                 |                 |                     |
| 49 | 14         | «Роща» «The Grove»                                       | Майкл Э. Сатрамезис | Скотт М. Гимпл                  | 16 марта 2014   | 12,87               |
| В прологе — спокойная обстановка загородного дома, но в окне видно как ребёнок играет с ходячим. В настоящем Кэрол, Тайриз, Джудит, Мика и Лиззи направляются к Терминусу, заночевав на железной дороге. На утро они замечают дым на горизонте, и Кэрол с Микой решают проверить окрестности. Во время обхода местности Кэрол говорит Мике, что она не такая, как её сестра и ей нужно уметь защищать себя и Лиззи. Они находят дом, в котором решают немного пожить. На следующее утро Кэрол видит Лиззи, играющую с ходячим в салочки. Кэрол его убивает, а Лиззи впадает в истерику и кричит, что ходячие — тоже живые, но просто другие. Мика узнаёт, что Лиззи подкармливает мышами ходячего у железной дороги, сломавшего там ноги несколькими днями ранее. На девочек нападают обгоревшие ходячие, но Тайриз с Кэрол вовремя их спасают. При этом Лиззи тоже стреляет в мертвецов, из-за чего Кэрол решает, что она уже начала воспринимать их правильно. Утром Кэрол и Тайриз уходят в лес на охоту за оленем. Тайриз говорит, что ему каждую ночь снится Карен, и он не может её забыть. Когда они возвращаются, то застают Лиззи с окровавленным ножом и руками — она убила Мику. Рядом лежит нетронутая Джудит. Кэрол пытается забрать ребёнка, но Лиззи наставляет на неё пистолет и говорит, чтобы они подождали, пока Мика вернется изменившейся, и что они все тоже могут измениться и стать другими. Кэрол понимает, что Лиззи сошла с ума. Ей удается убедить девочку отдать пистолет, а Тайриз забирает Джудит и уводит Лиззи в дом. Позже Лиззи рассказывает Тайризу, что это она подкармливала ходячих в тюрьме и расчленила кролика просто для развлечения. Кэрол винит себя за то, что не заметила её безумия раньше и не сумела предотвратить трагедию. Вдвоем с Тайризом они решают, что Лиззи не место среди других людей, так как она представляет опасность для окружающих. Кэрол отводит Лиззи на поляну за домом. Лиззи говорит, что нужно нарвать цветов для Мики — она будет рада им, когда вернется. Кэрол в очередной раз убеждается, что Лиззи неадекватна, не понимает того, что сделала, и не раскаивается в убийстве сестры. Вместо этого девочка просит у женщины прощения за то, что наставила на неё оружие, и начинает плакать. Кэрол говорит ей смотреть на цветы, чтобы успокоиться, а сама достает свой револьвер и, плача, стреляет Лиззи в голову. Вдвоем с Тайризом они хоронят обеих сестер. Вечером, сидя за столом, Кэрол признаётся в том, что это она убила Карен и Дэвида, и подвигает револьвер Тайризу со словами «Делай то, что считаешь нужным». Тайриз прощает Кэрол, видя, что она сама страдает от содеянного. Наутро они собирают вещи и уходят вместе с Джудит по направлению к Терминусу. |            |                                                          |                     |                                 |                 |                     |
| 50 | 15         | «Мы» «Us»                                                | Грег Никотеро       | Николь Битти и Сет Хоффман      | 23 марта 2014   | 13,47               |
| Группа, сопровождающая Юджина в Вашингтон, продолжает поиски машины, когда Гленн видит послание от Мэгги и бежит по направлению к Терминусу. Группа идёт за ним. Туда же следуют Рик и сильно подружившиеся Карл и Мишонн. Тем временем Дэрил постигает правила своей новой группы в конфликте за убитого на охоте кролика: не надо считать спутников собратьями, но нельзя брать чужое и лгать. Стремясь догнать жену, Гленн идёт не останавливаясь на привал и игнорируя подвёрнутую ногу Тары. Но когда он собирается пройти через тёмный заброшенный тоннель, Абрахам с Розитой и Юджином оставляют его. Они находят машину и продолжают движение в Вашингтон, однако выполняющий роль штурмана Юджин даёт указание Розите поменять изначальный курс. В тоннеле дорогу Гленну и Таре преграждает обвал и толпа ходячих за ним. Гленн отгоняет мертвецов, и перебирается на другую сторону, но следующая за ним Тара застревает в бетонных обломках. Гленн отказывается оставить её и вступает в бой с мертвецами, но силы слишком неравны. Спасение приходит в последнюю секунду — с обратной стороны тоннеля к завалу подходит объединённая группа в составе Абрахама, Юджина, Розиты, Мэгги, Саши и Боба. У Дэрила продолжается конфликт из-за убитого кролика. Его обвиняют в краже и угрожают смертью, но конфликт разрешается лидером группы, который сквозь сон видел как на самом деле разворачивались события. После краткого, но чрезвычайно жёсткого суда, группа продолжает путь в поисках некоего убийцы. Эпизод завершается приходом группы Абрахама и Гленна в Терминус, где их радушно приветствует женщина по имени Мэри. |            |                                                          |                     |                                 |                 |                     |
| 51 | 16         | «A» «A»                                                  | Мишель Макларен     | Скотт М. Гимпл и Анджела Канг   | 30 марта 2014   | 15,68               |
| Эпизод начинается и перемежается флэшбеками-воспоминаниями Рика о жизни в тюрьме и разговорах с Хершелом о том, что пора строить новую мирную жизнь. В настоящем: по пути в Терминус Рик учит Карла и Мишонн ставить силки; они обсуждают, стоит ли рассказывать людям в Терминусе о себе. На ночлеге их настигает новая группа Дэрила: Рик — тот, кого они искали; члена именно этой группы он задушил, убегая из их с Карлом и Мишонн временного убежища. В качестве мести, Джо — лидер группы — решает замучить до смерти Рика, Карла, Мишонн и заступившегося за них Дэрила. Обезумевший Рик зубами вгрызается в горло Джо; опешившие от увиденного мучители на секунду теряют инициативу и погибают от рук своих несостоявшихся жертв. На следующий день герои подходят к Терминусу. В качестве предосторожности Рик закапывает часть оружия и предлагает войти в Терминус не с главного входа. Застигнутые врасплох жители не проявляют враждебности, проявляют радушие и предлагают поесть. Внезапно Рик узнаёт в надетых на обитателей Терминуса вещах часы Хершела, броню Гленна, пончо Мэгги. Он пытается с помощью оружия выяснить судьбу своих людей, но численный и огневой перевес не на его стороне. Группу под обстрелом загоняют в блок «A» и разоружают. По дороге видны груды человеческих костей в крови, что может свидетельствовать о том, что обитатели Терминуса — каннибалы. Группе приказывают войти в железнодорожный вагон, помеченный буквой «A», где уже содержится группа Гленна и Абрахама. Последняя фраза сезона принадлежит Рику: «Не на тех они нарвались…» |            |                                                          |                     |                                 |                 |                     |

## Реакция

### Реакция критиков
Четвёртый сезон «Ходячих мертвецов» получил положительные отзывы от критиков. На сайте Metacritic сезон получил оценку 75 из 100, что указывает на «в целом благоприятные отзывы», на основе 16 отзывов. На сайте Rotten Tomatoes рейтинг сезона составляет 83% на основе 31 отзыва, со средней оценкой 7,62/10. Критический консенсус сайта гласит: «Неизменно захватывающий, с солидным развитием персонажей и достаточным количеством крови, чтобы порадовать фанатов грайндхауса, этот сезон „Ходячих мертвецов“ продолжает демонстрировать, почему он является одним из лучших шоу ужасов на телевидении».
| Графики недоступны из-за технических проблем. См. информацию на Фабрикаторе и на mediawiki.org. - Сезон 4 (2013–14): Процент положительных отзывов на сайте Rotten Tomatoes |

### Награды
На 40-й церемонии премии «Сатурн», четвёртый сезон «Ходячих мертвецов» получил четыре номинации и победил в трёх. Сезон победил в категориях лучший телесериал на кабельном телевидении, лучшая телеактриса второго плана (Мелисса Макбрайд) и лучшая роль молодого актёра в телесериале (Чендлер Риггз). Оставшейся номинацией была в категории лучшая гостевая роль в телесериале (Дэвид Моррисси).
Сезон также получил две номинации на премию «Эмми» на 66-й творческой церемонии вручения премии: лучший монтаж звука в сериале («Так далеко зашли») и лучшие визуальные эффекты на втором плане («30 дней без происшествий»). Кроме того, этот сезон был номинирована на премию Гильдии киноактёров США за лучший каскадёрский ансамбль в телесериале на 20-й и 21-й церемониях вручения премии за обе соответствующие половины сезона. Мелисса Макбрайд была номинирована в категории лучшая актриса второго плана в драматическом сериале на 4-й церемонии вручения премии «Выбор телевизионных критиков».

### Рейтинги
| №  | Название                   | Дата показа     | Рейтинг (18—49) | Зрителей (миллионов) |
| -- | -------------------------- | --------------- | --------------- | -------------------- |
| 1  | «30 дней без происшествий» | 13 октября 2013 | 8,2             | 16,11                |
| 2  | «Заражённые»               | 20 октября 2013 | 7,1             | 13,95                |
| 3  | «Изоляция»                 | 27 октября 2013 | 6,8             | 12,92                |
| 4  | «Безразличие»              | 3 ноября 2013   | 6,8             | 13,31                |
| 5  | «Интернирование»           | 10 ноября 2013  | 6,2             | 12,20                |
| 6  | «Живая приманка»           | 17 ноября 2013  | 6,0             | 12,00                |
| 7  | «Мёртвый груз»             | 24 ноября 2013  | 5,7             | 11,29                |
| 8  | «Так далеко зашли»         | 1 декабря 2013  | 6,1             | 12,05                |
| 9  | «После»                    | 9 февраля 2014  | 8,2             | 15,76                |
| 10 | «Обитатели»                | 16 февраля 2014 | 6,8             | 13,34                |
| 11 | «Присвоено»                | 23 февраля 2014 | 6,6             | 13,12                |
| 12 | «Безмолвные»               | 2 марта 2014    | 6,4             | 12,61                |
| 13 | «В одиночку»               | 9 марта 2014    | 6,3             | 12,65                |
| 14 | «Роща»                     | 16 марта 2014   | 6,4             | 12,87                |
| 15 | «Мы»                       | 23 марта 2014   | 6,7             | 13,47                |
| 16 | «А»                        | 30 марта 2014   | 8,0             | 15,68                |

## Домашние носители
Четвёртый сезон был выпущен на DVD и Blu-ray в регионе 1/A 26 августа 2014 года. Он также был выпущен ограниченным тиражом в Blu-ray комплекте, с моделью древесного ходячего (из эпизода «Изоляция»), разработанного Грегом Никотеро и McFarlane Toys. В комплект входят бонусные видео «Внутри „Ходячих мертвецов“» и «Создание „Ходячих мертвецов“» для каждого эпизода; другие шесть бонусных видео называются «Черпая вдохновение», «Хершел», «Губернатор вернулся», «Общество, наука и выживание», «Внутри KNB Studios» и «Путешествие назад к жестокости»; удалённые сцены из восьми эпизодов; аудиокомментарии к шести эпизодам; и два расширенных эпизода. Кроме того, заключительная реплика в сезоне осталась без цензуры, и Рик говорит: «Не на тех нарвались». Это нецензурированное изменение реплики было добавлено к самому финалу, в отличие от аналогичных изменений в будущем, занимающих место вторичной версии эпизода в бонусных приложениях.